# SK 48
SK 48 est un crâne fossile de l'espèce Paranthropus robustus, daté entre 1,8 et 1,5 million d'années, découvert en 1948 dans la grotte de Swartkrans, en Afrique du Sud.

## Historique
SK 48 a été décrit en 1952 par les paléoanthropologues Robert Broom et John T. Robinson après avoir été exhumé de la grotte de Swartkrans par un carrier local en 1948-1949. La première découverte d'un fossile de Paranthropus robustus est due à Robert Broom en 1938 à Kromdraai, une grotte voisine du Gauteng, en Afrique du Sud.
SK 48 est resté le crâne le plus complet de l'espèce Paranthropus robustus jusqu'à la découverte en 1994 de DNH 7, surnommé Eurydice, dans la grotte voisine de Drimolen, en Afrique du Sud.

## Description
SK 48 est un crâne semi-complet, montrant des traces d'écrasement taphonomique et des dommages subis lors de l'extraction minière qui l'a dégagé de la couche où il se trouvait. La calotte crânienne de SK 48 est en grande partie manquante, en particulier la partie postérieure. Le maxillaire a conservé ses 6 molaires et les alvéoles des incisives droites, ainsi qu'une partie de la P3 (première prémolaire) droite.
SK 48 se caractérise par une apparence robuste, un front bas, réduit en largeur par une constriction post-orbitaire, un visage large et plat, des orbites carrées, une région inter-orbitaire large, une glabelle modérée, une large ouverture nasale. La mâchoire est profonde et porte de grosses dents jugales, avec des prémolaires qui ressemblent à des molaires. La morphologie du neurocrâne de Paranthropus robustus semble plus archaïque que celle d'Australopithecus africanus. En revanche, sa bipédie est plus exclusive que chez ce dernier, avec des orteils de pieds non préhensiles.
Du fait de sa crête sagittale relativement petite et de ses petites canines, SK 48 avait été décrit au départ comme un individu femelle, mais il est considéré aujourd'hui comme étant un individu mâle adulte.
La mandibule SK 23 a été découverte en même temps et dans le même lieu que le crâne SK 48. Bien qu'elle provienne d'un individu distinct, les deux fossiles ont été considérés comme si étroitement liés qu'ils peuvent s'étudier de manière conjointe. Cette mandibule est elle aussi très robuste et contient une denture complète.

## Industrie lithique
Les éclats de pierre et les galets taillés associés aux fossiles de Paranthropus robustus ont un temps suggéré que cet hominine utilisait des outils et était peut-être capable d'en fabriquer. 
Les plus anciens outils découverts à Swartkrans datent d’il y a environ 1,8 million d’années. Ces outils ont peut-être été fabriqués par les premiers Homo, qui fréquentaient la grotte à la même époque que les Paranthropes.

## Conservation
Le crâne SK 48 est conservé à Prétoria, au Transvaal Museum, dont la section "Paléontologie des vertébrés" était dirigée par Robert Broom jusqu'en 1951.